# Polycentropus lepidius
Polycentropus lepidius är en nattsländeart som beskrevs av Luisa Eugenia Navas 1920. Polycentropus lepidius ingår i släktet Polycentropus och familjen fångstnätnattsländor. Inga underarter finns listade i Catalogue of Life.